# 忍者好小子
《忍者好小子》（英語：Randy Cunningham: 9th Grade Ninja）是一部美國、英國、愛爾蘭動畫劇集，由杰德·埃利诺夫與史考特·湯瑪士為迪士尼XD創作。
動畫由花雀公司和巨石傳媒有限公司於迪士尼在倫敦的內容中心製作。當中許多角色設計都由《侵略者ZIM》的開創者瓊寧·瓦斯克斯發想。第一集於2012年8月13日在迪士尼XD上首播，最後一集於2015年7月27日完播。金妮·麥克斯溫為劇集的配音指導。肖恩·卡什曼（Shaun Cashman）為作畫監督。

## 劇情
800年來，一個名叫諾里斯維（Norrisville）的小鎮一直受到忍者的保護，而大家不知道每四年就會換一任忍者。
九年级高中生藍迪‧卡寧漢（Randy Cunningham）被選為新一任忍者，而他獲得的《忍者寶典》將幫助他對抗巫師、億萬富翁漢尼拔·麥菲斯特（Hannibal McFist）和其助手威廉·韋斯羅伊（Willem Viceroy）等邪惡勢力，他也必須避免他的祕密忍者身分曝光。

## 角色

### 主要人物
- 蘭德爾·"藍迪"‧卡寧漢／忍者（配音：本·施瓦茨[2][5]）

Randall "Randy" Cunningham／Ninja
諾里斯維高中的九年级新生，被選為忍者，職責是保護學校和城市免受壞人的威脅。他有一本《忍者寶典》，會適時給他含晦的建議。
- 霍華·魏特曼（配音：安德魯·卡德威爾（英语：Andrew Caldwell (actor)）[2][5]）

Howard Weinerman
藍迪最好的朋友，也是唯一知道他秘密忍者身份的人。

### 反派
- 巫師（配音：蒂姆·克里(第1季)；本·克羅斯(第2季)）

The Sorcerer
一個800歲的黑魔法大師，決心摧毀他的剋星忍者。在13世紀初，巫師被囚禁在位於學校下方的一個洞中。巫師的主要武器是「stant」，能暫時將人變成怪物。
- 漢尼拔·麥菲斯特（配音：约翰·迪马吉欧（英语：John DiMaggio））

Hannibal McFist
麥菲斯特企業的老闆兼執行長，忍者的敵人之一，在諾里斯維鎮擁有正面的形象。他有一個帶有大腦的機械義肢。
- 威廉·韋斯羅伊三世（配音：凯文·迈克尔·理查德森（英语：Kevin Michael Richardson）[2][5]）

Willem Viceroy III
一名在麥菲斯特企業工作的科學家，負責製作攻擊忍者的機器人。

## 劇集總覽
| 季 | 季 | 部分 | 集數 | 原播（美國時間） | 原播（美國時間） |
| 季 | 季 | 部分 | 集數 | 首播             | 最後播出         |
| -- | -- | ---- | ---- | ---------------- | ---------------- |
|    | 1  | 52   | 26   | 2012年8月13日    | 2014年2月8日     |
|    | 2  | 48   | 24   | 2014年7月19日    | 2015年7月27日    |

## 外部鏈結
- 官方网站
- 互联网电影数据库（IMDb）上《忍者好小子》的资料（英文）
- 大卡通上《《忍者好小子》》的資料